# Pissebedkeverslak
De gewone pissebedkeverslak (Leptochiton asellus) is een keverslak uit de familie van de pissebedkeverslakken (Leptochitonidae). De wetenschappelijke naam van de soort werd als Chiton asellus in 1791 gepubliceerd door Johann Friedrich Gmelin.

## Beschrijving
De gewone pissebedkeverslak is een keverslak die 16 tot 19 millimeter lang en 9 mm breed kan worden. De kleuren variëren van vuilwit tot grijsgeel, met vaak donkerbruine, dwars over de schelpstukken verlopende vlekken en strepen. Soms zijn de dieren bijna zwart. De dieren leven op stenen en lege schelpen, meestal op diepten tussen 30 en 100 meter, soms nog dieper. Ze leven gewoonlijk op slikbodems.

## Verspreiding
De dieren komen voor van Groenland, IJsland en Spitsbergen tot de Atlantische kust van Spanje en leeft autochtoon langs de zuidoostelijke Noordzeekust.